# Włodzimierz Szymański (dyrygent)
Włodzimierz Szymański (ur. 20 stycznia 1944 w Poznaniu, zm. 25 października 2024 w Bydgoszczy) – polski dyrygent, specjalista muzyki dawnej, w latach 1971–1990 dyrektor artystyczny Capelli Bydgostiensis.

## Życiorys
Jako chłopiec śpiewał w Chórze Chłopięcym Jerzego Kurczewskiego, a jako młodzieniec w Poznańskich Słowikach Stefana Stuligrosza. Ukończył Akademię Muzyczną w Poznaniu (u prof. Witolda Krzemieńskiego) i zdobywał pierwsze dyrygenckie doświadczenia, prowadząc Studencki Zespół Madrygalistów.
W 1967 r. przyjechał do Bydgoszczy i przez trzy lata odbywał staż asystencki u kierującego wówczas Capellą Bydgostiensis Stanisława Gałońskiego. W 1971 r., został dyrektorem artystycznym tego zespołu. Pod jego wodzą Capella Bydgostiensis poszerzyła grono śpiewaków, wzbogaciła instrumentarium oraz repertuar o zrekonstruowane utwory mistrzów z ubiegłych wieków. Uczestniczył wraz z zespołem we wszystkich ważniejszych festiwalach krajowych i odbywając zagraniczne tournée. Wprowadził do programów repertuarowe nowinki, dokonując szeregu prawykonań, np. „Pasji wg św. Łukasza” Telemanna oraz licznych pozycji muzyki staropolskiej. Wraz ze swoim zespołem dokonał wielu nagrań, utrwalając na taśmach i płytach dawną polską literaturę muzyczną – od średniowiecza, poprzez renesans, na baroku i wczesnym klasycyzmie kończąc. Nagrał też sporo dzieł baroku europejskiego: J.S. Bacha, G.P. Telemanna, G.F. Haendla, A. Vivaldiego. Niektóre koncerty opatrywał muzykologicznym komentarzem lub formą skróconego wykładu. Występował również na antenie radiowej i w telewizyjnych programach z misją popularyzacji muzyki dawnej.
W 1990 r. opuścił Bydgoszcz i związał się z Warszawską Operą Kameralną, gdzie uruchomił Scenę Barokową. Prowadził również orkiestrę kameralną warszawskiej Akademii Muzycznej „Camerata Academia”, z którą odbył liczne podróże po Belgii, Holandii i Francji. Prowadził koncerty symfoniczne w polskich filharmoniach (Gdańsk, Bydgoszcz, Rzeszów, Szczecin, Lublin, Kraków) oraz współpracował z krajowymi i zagranicznymi orkiestrami kameralnymi.
W sezonie 1993/1994 był dyrektorem artystycznym i dyrygentem Toruńskiej Orkiestry Kameralnej. Rozpoczął również współpracę z Operą Nova oraz Filharmonią Pomorską w Bydgoszczy. Pod koniec lat 90. podjął nieudaną próbę utworzenia w Bydgoszczy profesjonalnego chóru chłopięcego.